# Chaetobromus involucratus
Chaetobromus involucratus là một loài thực vật có hoa trong họ Hòa thảo. Loài này được (Schrad.) Nees mô tả khoa học đầu tiên năm 1841.